# Mantella expectata
Mantella expectata är en groddjursart som beskrevs av Busse och Böhme 1992. Mantella expectata ingår i släktet Mantella och familjen Mantellidae. IUCN kategoriserar arten globalt som starkt hotad. Inga underarter finns listade i Catalogue of Life.